# 42e brigade d'infanterie (Empire allemand)
Pour les articles homonymes, voir 42e brigade.
La 42e brigade d'infanterie est une grande unité de l'armée prussienne .

## Histoire
La 42e brigade d'infanterie est créée après la guerre austro-prussienne le 11 octobre 1866 à Francfort-sur-le-Main et fait partie de la 21e division d'infanterie à Francfort-sur-le-Main, qui appartient au 11e corps d'armée à Cassel puis au 18e corps d'armée à Francfort. Elle est basée à Francfort-sur-le-Main depuis sa création en 1866 jusqu'à sa dissolution en 1919.

### Guerre franco-prussienne
Dans la guerre franco-prussienne de 1870/1871, la 41e brigade d'infanterie et la 42e brigade d'infanterie, toujours subordonnées à la 21e division d'infanterie, sont engagées

### Première Guerre mondiale
Avec la mobilisation du 2 août 1914, la brigade doit créer le 42e bataillon de remplacement de brigade.

## Unités subordonnées
1867
- 82e régiment d'infanterie (de)
- Deux régiments du contingent fédéral
- Bataillon de Landwehr de Francfort-sur-le-Main

1868-1869
- 82e régiment d'infanterie (de)
- 88e régiment d'infanterie
- 82e régiment de la Landwehr de Hesse
- 83e régiment de la Landwehr de Hesse
- 80e bataillon de réserve de Landwehr (Francfort-sur-le-Main)

1871-1873
- 80e régiment de fusiliers
- 81e régiment d'infanterie (de)
- 82e régiment de la Landwehr de Hesse
- 83e régiment de la Landwehr de Hesse
- 80e bataillon de réserve de Landwehr (Francfort-sur-le-Main)

1874-1881
- 80e régiment de fusiliers
- 81e régiment d'infanterie (de)
- 81e régiment de la Landwehr de Hesse
- 82e régiment de la Landwehr de Hesse
- 80e bataillon de réserve de Landwehr (Francfort-sur-le-Main)

1881-1887
- 80e régiment de fusiliers
- 81e régiment d'infanterie (de)
- 97e régiment d'infanterie
- 81e régiment de la Landwehr de Hesse
- 82e régiment de la Landwehr de Hesse
- 80e bataillon de réserve de Landwehr (Francfort-sur-le-Main)

1887-1889
- 80e régiment de fusiliers
- 81e régiment d'infanterie (de)
- 81e régiment de la Landwehr de Hesse
- 82e régiment de la Landwehr de Hesse
- 80e bataillon de réserve de Landwehr (Francfort-sur-le-Main)

1889-1899
- 80e régiment de fusiliers
- 81e régiment d'infanterie (de)

1899-1914 Aux deux régiments ci-dessus est ajouté :
- 166e régiment d'infanterie

Structure de guerre le 2/17 août 1914
- 80e régiment de fusiliers
- 81e régiment d'infanterie (de)
- 21e brigade de cavalerie à Francfort-sur-le-Main
- 6e régiment de dragons à Mayence et
- 6e régiment d'uhlans (de) à Hanau

Structure de guerre le 28 avril 1918
- 80e régiment de fusiliers
- 81e régiment d'infanterie (de)
- 87e régiment d'infanterie (de)
- 2e escadron du 6e régiment de dragons

## Commandants de brigade
| Nom                              | Date                                  |
| -------------------------------- | ------------------------------------- |
| Gustav von Pritzelwitz           | 30 octobre 1866 au 24 septembre 1867  |
| Alexander von Kraatz-Koschlau    | 25 septembre 1867 au 17 juin 1869     |
| Hugo von Thile,                  | 18 juin 1869 au 12 novembre 1873      |
| Helmuth von Ziemietzky           | 13 novembre 1873 au 24 septembre 1877 |
| August von Weber (de)            | 25 septembre 1877 au 14 mai 1883      |
| August von Amelunxen (de)        | 15 mai 1883 au 17 mai 1885            |
| Friedrich Wilhelm Stockmarr (de) | 18 mai 1885 au 3 août 1888            |
| Arno von Arndt (de)              | 4 août 1888 au 17 octobre 1890        |
| Hugo Benno Ferdinand Naglo (de)  | 18 octobre 1890 au 16 mai 1892        |
| Emil von Meerscheidt-Hüllessem   | 17 mai 1892 au 11 septembre 1896      |
| Alexander von Massow (de)        | 12 septembre 1896 au 14 juin 1898     |
| Georg von Kalckstein             | 15 juin 1898 au 21 avril 1902         |
| Alexander von Normann (de)       | 22 avril 1902 au 3 février 1904       |
| Wilhelm von Puttkamer            | 4 février 1904 au 21 mars 1907        |
| Alfred von Besser                | 22 mars 1907 au 21 mars 1910          |
| Max von Diringshofen             | 22 mars 1910 au 1er avril 1912        |
| Hugo Elstermann von Elster       | 2 avril 1912 au 29 septembre 1914     |
| Eberhard von Obernitz (de)       | 30 septembre 1914 au 27 décembre 1914 |
| Julius von Dawans                | 28 décembre 1914 au 8 novembre 1917   |
| Kurt von Wahlen-Jürgaß           | 9 novembre 1917 au 17 janvier 1919    |
| Friedrich Kundt                  | 18 janvier 1919 au 31 mai 1919        |